# Preexistens
Preexistens, föruttillvaro eller "tidigare liv", hänvisar till tron att varje enskild mänsklig själ existerade före befruktningen och att en av dessa preexisterande själar vid befruktningen (eller senare, beroende på när man tror att själen kommer in i kroppen) kommer in i, eller placeras (av Gud) i kroppen. 

## Preexistens i själen
Denna tro är i varierande grad spridd i abrahamitiska och andra religioner. Gränserna för det tidigare livet är debatterat eftersom det finns kontrovers över när ett mänskligt liv formellt börjar.

### Inom kristendomen
De tidigaste kristna skrifterna som rörde preexistens kom från kyrkofadern Origenes. Origenes menade att själen tilldelades en kropp som ett straff för sin synd att titta nedåt mot den korrumperade jorden. Han lärde också att Jesus Kristus föddes av Fadern innan eller vid världens början och innan någon annan varelse existerade.
Bibeln klargör inte huruvida människor preexisterade. I Johannesevangeliet, kapitel 8, vers 23, säger Jesus: "Ni hör hemma här nere, jag är ovanifrån. Ni tillhör denna världen, jag tillhör inte denna världen" (Jesus kom från en andlig tillvaro men andra människor gjorde det inte). Romarbrevet 9:10-12 lyder: "Likadant var det när Rebecka hade blivit havande med två barn genom en och samme man, vår fader Isak. Innan de var födda och hunnit göra vare sig gott eller ont - Guds beslut att välja fritt skulle stå fast och gärningar ingenting betyda, endast han själv, han som kallar - redan då fick hon höra orden: Den äldre skall tjäna den yngre" (Givetvis hade tvillingarna Jakob och Esau byggt upp ett register baserat på sitt agerande i den andliga sfären, ifall de hade haft en föruttillvaro där. Men det fanns inget sådant register förrän de fötts som människor). Å andra sidan säger aposteln Paulus i Efesierbrevet 1:4: "Liksom han före världens skapelse har utvalt oss". Jeremia 1:5 lyder: "Innan jag formade dig i moderlivet utvalde jag dig".

#### Kristi preexistens

Ordet "logos" såsom det stavas med det grekiska alfabetet.

Enligt den historiska kristna teologin är Jesus "den förstfödde i hela skapelsen, ty i honom skapades allt i himlen och på jorden, synligt och osynligt, troner och herravälden, härskare och makter" (Kolosserbrevet 1:15-16). Trinitariska kristna menar att Kristus haft denna preexistenta tillvaro såsom Logos, det i världen verksamma Ordet (Johannesevangeliet 1:1-14). Antitrinitariska kristna påpekar att de flesta trinitarier skriver "Logos" med stor bokstav på vissa ställen för att de identifierar Ordet med Kristus och tror att ordet "logos" hänvisar direkt till Kristus, trots att ordet "logos" förekommer fler än 300 gånger i den grekiska grundtexten till Nya Testamentet. Den unitariske teologen Andrews Norton tyckte att "Guds kraft" var en bra översättning av ordet "logos". Sir Anthony Buzzard föreslår översättningen "plan", "mening" eller "löfte". Hugh Broughton översatte logos med "Guds tanke, plan och mening, i synnerhet som de förts till handling". Många lärda identifierar ordet med Guds visdom. Den kristadelfianska författarna Alan Hayward, Harry Whittaker och Andrew Perry beskriver detta i form av typologi av den nya skapelsen.

## Bibelreferenser
1. ↑  Johannesevangeliet 8:23 (Bibel 2000)
2. ↑  Romarbrevet 9:10-12 (Bibel 2000)
3. ↑  Efesierbrevet 1:4 (Bibel 2000)
4. ↑  Jeremia 1:5 (Bibel 2000)
5. ↑  Kolosserbrevet 1:15-16 (Bibel 2000)
6. ↑  Johannesevangeliet 1:1-14 (Bibel 2000)
7. ↑  Hayward Did Jesus really come down from heaven?
8. ↑  Whittaker Studies in the Gospels
9. ↑  Perry Before he was born